# Dällikon
Dällikon é uma comuna da Suíça, no Cantão Zurique, com cerca de 3.409 habitantes. Estende-se por uma área de 4,50 km², de densidade populacional de 758 hab/km². Confina com as seguintes comunas: Buchs, Dänikon, Oetwil an der Limmat, Regensdorf, Weiningen.
A língua oficial nesta comuna é o Alemão.